# Пелль, Пётр Андреевич
 Пётр Андреевич Пелль  (нем. Peter Pell; 1807, Санкт-Петербург — 1861, Санкт-Петербург) — педагог, профессор Казанского университета.

## Биография
Родился в Санкт-Петербурге 2 (14) сентября 1807 года в семье чиновника.
В 1819 году был определён на службу в канцелярию Пажеского корпуса.
С 9 января 1828 года по 1830 год учился на философском факультете Дерптскогом университета; в 1836 году после получения степени кандидата философии за диссертацию «Ueber die oligen und fettigen Stoffe in Pflanzen und Thieren», с 7 апреля он был назначен адъюнкт-профессором Альткустгофского сельскохозяйственного института. Спустя два года, 30 июля 1838 года он был направлен за границу для усовершенствования в агрономии, где занимался в Тарандте (близ Дрездена) и Гогенгейме.
После возвращения в Россию П. А. Пелль был назначен с 30 октября 1841 года в Императорский Казанский университет преподавателем на вновь учреждённую кафедру агрономии, с окладом экстраординарного профессора. В следующем году в течение 4½ месяцев он находился научно-исследовательской поездке по российским губерниям: Казанской, Симбирской, Нижегородской, Вятской и Оренбургской. С 1844 года он также преподавал сельское хозяйство и прикладную ботанику студентам камерального отделения юридического факультета университета.
Одновременно, в 1845—1848 годах он также был преподавателем сельского хозяйства в Казанской духовной академии. Преподавательскую деятельность завершил 31 марта 1859 года в чине статского советника.
Умер в Санкт-Петербурге 18 (30) декабря 1861 года.
В числе его работ: «О превращении растений» (Казань, 1857).